# هارت (فريق روك)

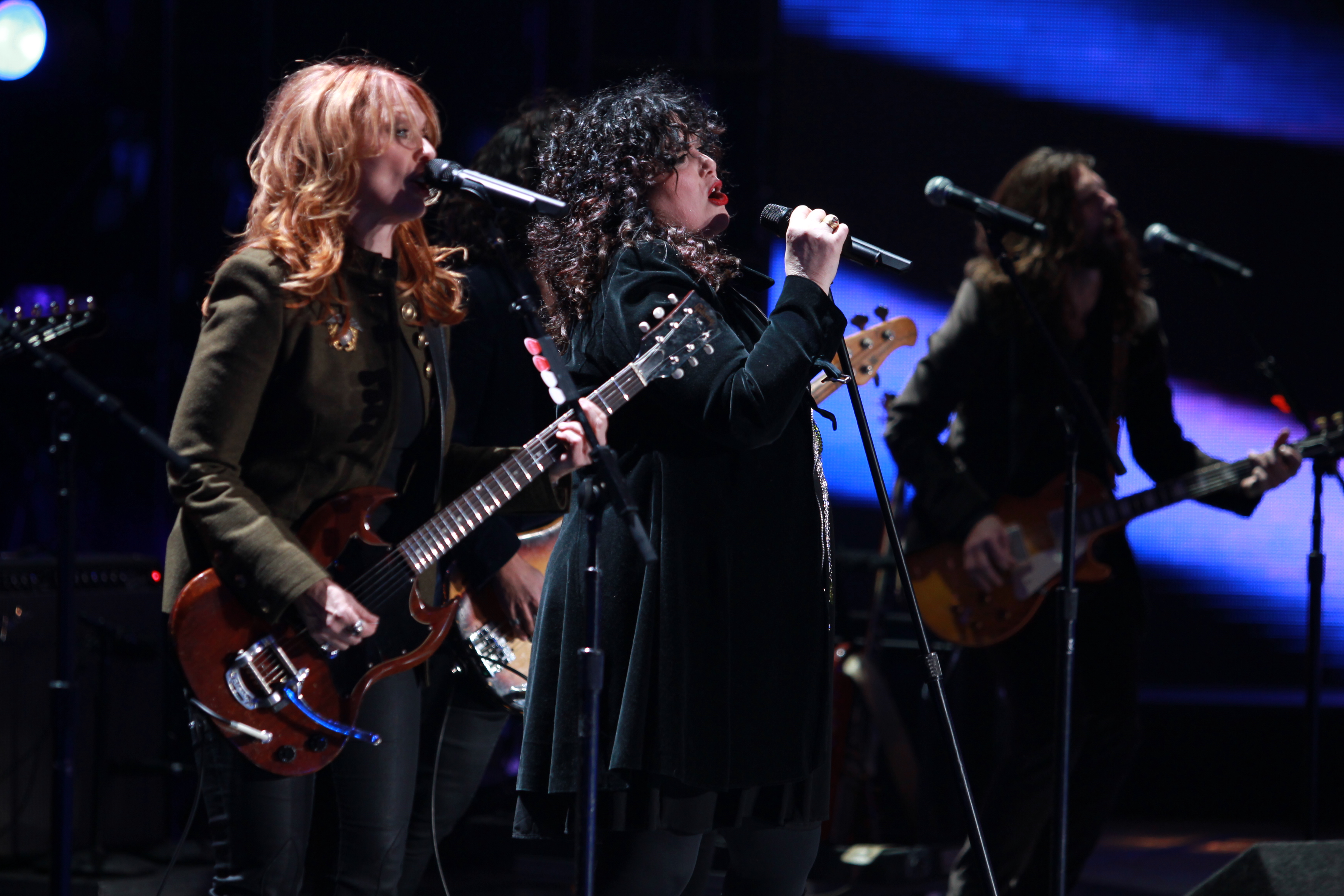
هارت (2010)

هارت (بالإنجليزية: Heart) فريق روك أمريكي تشكل عام 1967 في سياتل، واشنطن تحت اسم «الجيش The Army» بعد ذلك بعامين تغير الاسم إلى «هوكس بوكس Hocus Pocus»، وفي العام التالي تغير الاسم إلى «وايت هارت White Heart»، وفي عام 1973 تغير الاسم للمرة الأخيرة إلى «هارت Heart».

## تاريخ الفريق

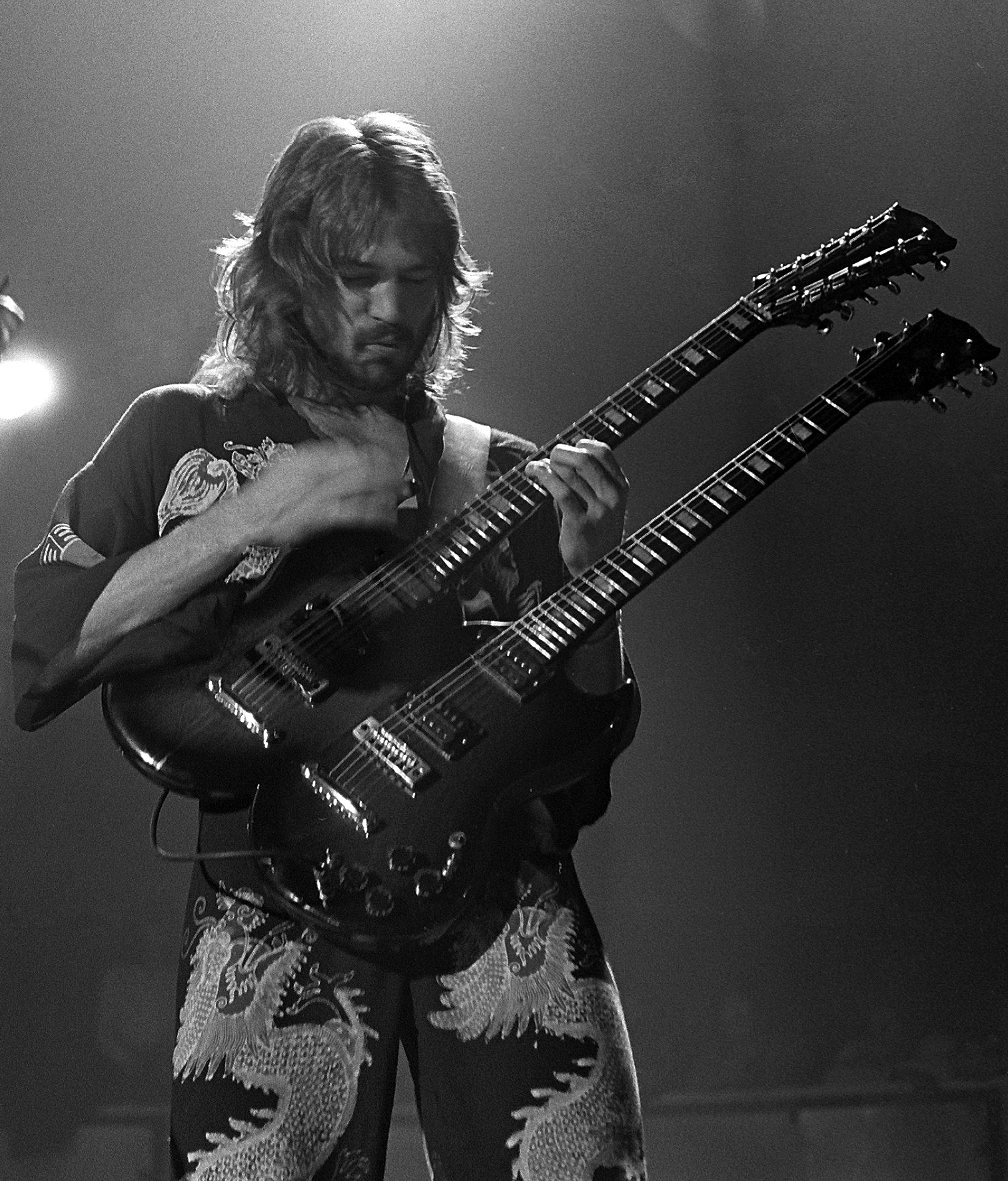
روجر فيشر عضو فرقة هارت 1978

بحلول منتصف السبعينيات، انضمت الأخوات روجر فيشر (جيتار) وستيف فوسن (جيتار باس) إلى العضوين الأصليين. آن ويلسون (غناء رئيسي وفلوت) ونانسي ويلسون (جيتار إيقاع، وغناء داعم ورئيسي في بعض الأحيان)، ومايكل ديروسير (طبول)، وهوارد ليز (جيتار ولوحات المفاتيح) لتشكيل أول هيكل للفريق في فترة النجاح من منتصف إلى أواخر السبعينيات. تم تضمين هؤلاء الأعضاء الأساسيين من الفريق عام 2013 في قاعة مشاهير الروك آند رول.
وصل فريق «هارت» إلى الشهرة مع موسيقى متأثرة بموسيقى الروك والهيفي ميتال، بالإضافة إلى الموسيقى الشعبية. انخفضت شعبية الفريق في أوائل الثمانينيات، وبدأ في العودة للنجاح عام 1985 واستمرت هذه الفترة حتى منتصف التسعينيات. تفكك الفريق عام 1998، واستأنف الأداء في عام 2002، وتوقف في عام 2016، ثم استأنف الأداء مرة أخرى في صيف عام 2019.
باع فريق «هارت» أكثر من 35 مليون نسخة من تسجيلاته في جميع أنحاء العالم، بما في ذلك ما يقرب من 22.5 مليون ألبوم في الولايات المتحدة. صدر للفريق ألبومات ضمن أفضل 10 ألبومات على قائمة بيلبورد 200 للألبومات في السبعينيات والثمانينيات والتسعينيات و 2010. تم تصنيف «هارت» في المرتبة رقم 57 في «أعظم 100 فنان لموسيقى هارد روك» لقناة «في اتش وان» والمرتبة رقم 49 في أفضل 100 فنان روك كلاسيكي لألتيميت روك.

## أهم أغاني الفريق
رجل السحر (1975) Magic Man 
مجنونة بك (1976) Crazy on You 
باراكودا (1977) Barracuda 
ماذا عن الحب (1985) What About Love 
مطلقا (1985) Never 
كل ما أريد فعله هو أن أمارس الحب معك (1990) All I Wanna Do Is Make Love to You 
هذه الأحلام (1986) These Dreams 
وحيدة (1987) Alone 

## وصلات خارجية
https://www.heart-music.com/ هارت (فريق روك)
https://www.discogs.com/artist/136201-Heart هارت (فريق روك)
http://www.famousinterview.ca/interviews/heart.htm هارت (فريق روك)
https://www.youtube.com/watch?v=TnLZQWoRmA8 هارت (فريق روك)